# Beriev
Compania de Aeronave Beriev, cunoscută și ca Biroul de Proiectare Beriev.

## Lista aeronavelor produse de Beriev
- Antonov An-30 "Clank", cartografie aeriană, dezvoltare a aeronavei Antonov An-24.
- Beriev A-40 'Albatros', cel mai mare hidroavion din lume, cod NATO "Mermaid".
- Beriev A-50 'Shmel', Ilyushin Il-76 modificat pentru îndeplinirea misiunilor AWACS, cod NATO "Mainstay".
- Beriev A-60, aeronava de transport Ilyushin Il-76, transformată în 1981 în laborator aerian laser.
- Beriev Be-1, prototip de aeronavă experimentală folosită pentru verificarea stabilității în efectul de sol
- Beriev Be-2, hidroavion cu flotoare.
- Beriev Be-4, hidroavion cu aripă superioară.
- Beriev Be-6 "Madge", hidroavion cu capabilități de stingere a incendiilor.
- Beriev Be-8 "Mole", hidroavion de pasageri/comunicații .
- Beriev Be-10 "Mallow", hidroavion cu motoare jet.
- Beriev Be-12 'Chayka', hidroavion, cu capabilități de luptă antisubmarină, bazat pe Be-6. Cod NATO "Mail".
- Beriev Be-30 "Cuff", utilitar și navetă regională.
- Beriev Be-101 propunere de hidroavion cu un motor cu elice.
- Beriev Be-103 Bekas, hidroavion ușor, conceput pentru transport pasageri, ajutoare medicale, patrulare și turism.
- Beriev Be-112 propunere de hidroavion bimotor.
- Beriev Be-200 Altair, un hidroavion multirol.
- Beriev Be-32 "Cuff", aeronavă multirol intenționată pentru transport pasageri/cargo, patrulare și expediții.
- Beriev A-42 Albatros, o versiune modernizată a A-40, recent adoptată pentru servicii de căutare-salvare, rol antisubmarin, producție anticipată să pornească în 2010. Cod NATO "Mermaid".
- Beriev A-42PE Albatros, rol căutare-salvare, cod NATO "Mermaid"
- Beriev Be-2500 Neptune, propunere de hidroavion super-greu destinat transportului, cu greutatea utilă planificată de 2500 tone-metrice.
- Beriev MBR-2 "Mote", hidroavion de recunoaștere.

Beriev MBR-7, hidroavion de recunoaștere și bombardament. 
Beriev MDR-5, recunoaștere, bombardament, rază mare de acțiune. 
- Beriev R-1, hidroavion experimental.
- Bartini Beriev VVA-14, hidroavion antisubmarin, produse ca prototip.
- Tupolev Tu-142MR "Bear-F / -J"